# Bostella
De bostella is een dans. Het is een muziekgebonden dans die alleen op een bepaald muziekstuk gedanst kan worden.
De bostella is bedacht door de Franse journalist Yvan Honoré Bostel die hem in 1965 in Parijs introduceerde. De dans kreeg bekendheid door de film "What's new, pussycat?" uit dat jaar, waarin de bostella gedanst wordt door Peter O'Toole en Romy Schneider.
In 1967 hadden Johnny Kraaijkamp en Rijk de Gooyer als Johnny & Rijk in Nederland een hit met het lied "De bostella". Op 9 januari 1968 kregen zij uit handen van Veronica-diskjockey Joost den Draaijer een gouden plaat voor deze hit.
In 1988 bracht Raymond van het Groenewoud een nummer genaamd Bostella uit op zijn album Intiem.